# Kanton Garches
Der Kanton Garches war von 1967 bis 2015 ein französischer Wahlkreis im Arrondissement Nanterre, im Département Hauts-de-Seine und in der Region Île-de-France; sein Hauptort war Garches. 

## Gemeinden
Der Kanton bestand aus Teilen der Stadt Rueil-Malmaison und aus der Stadt Garches. Die nachfolgende Einwohnerzahl ist jeweils die gesamte Einwohnerzahl der Städte (im Kanton lebten etwa 25.600 Einwohner von Rueil-Malmaison). 
| Gemeinde        | Einwohner Jahr | Code INSEE | Postleitzahl |
| --------------- | -------------- | ---------- | ------------ |
| Garches         | 17769 (2013)   | 92380      | 92033        |
| Rueil-Malmaison | 79762 (2013)   | 92500      | 92063        |

## Bevölkerungsentwicklung
| 1990   | 1999   | 2008   |
| ------ | ------ | ------ |
| 40.544 | 41.594 | 43.377 |